# Péninsule de Kiperort
La péninsule de Kiperort (russe : Киперо́рт, finnois : Koivisto) est une péninsule située  près de la ville de Primorsk, sur la côte nord du golfe de Finlande dans le raïon de Vyborg de l'oblast de Leningrad, en Russie.

## Présentation
La péninsule de Kiperort est située dans l'ouest de l'isthme de Carélie.
Après l' indépendance de la Finlande en 1917, la péninsule s'appelait Koivisto. 
En 1944, la péninsule est cédée à l'Union soviétique et en 1948, elle est rebaptisée Kiperort.
La péninsule s'étend sur une longueur de 18 km, bordant la baie de Vyborg au sud-ouest.